# Чепеларе (пік)
62°43′18″ пд. ш. 60°04′09″ зх. д. / 62.72175° пд. ш. 60.069166666667° зх. д.

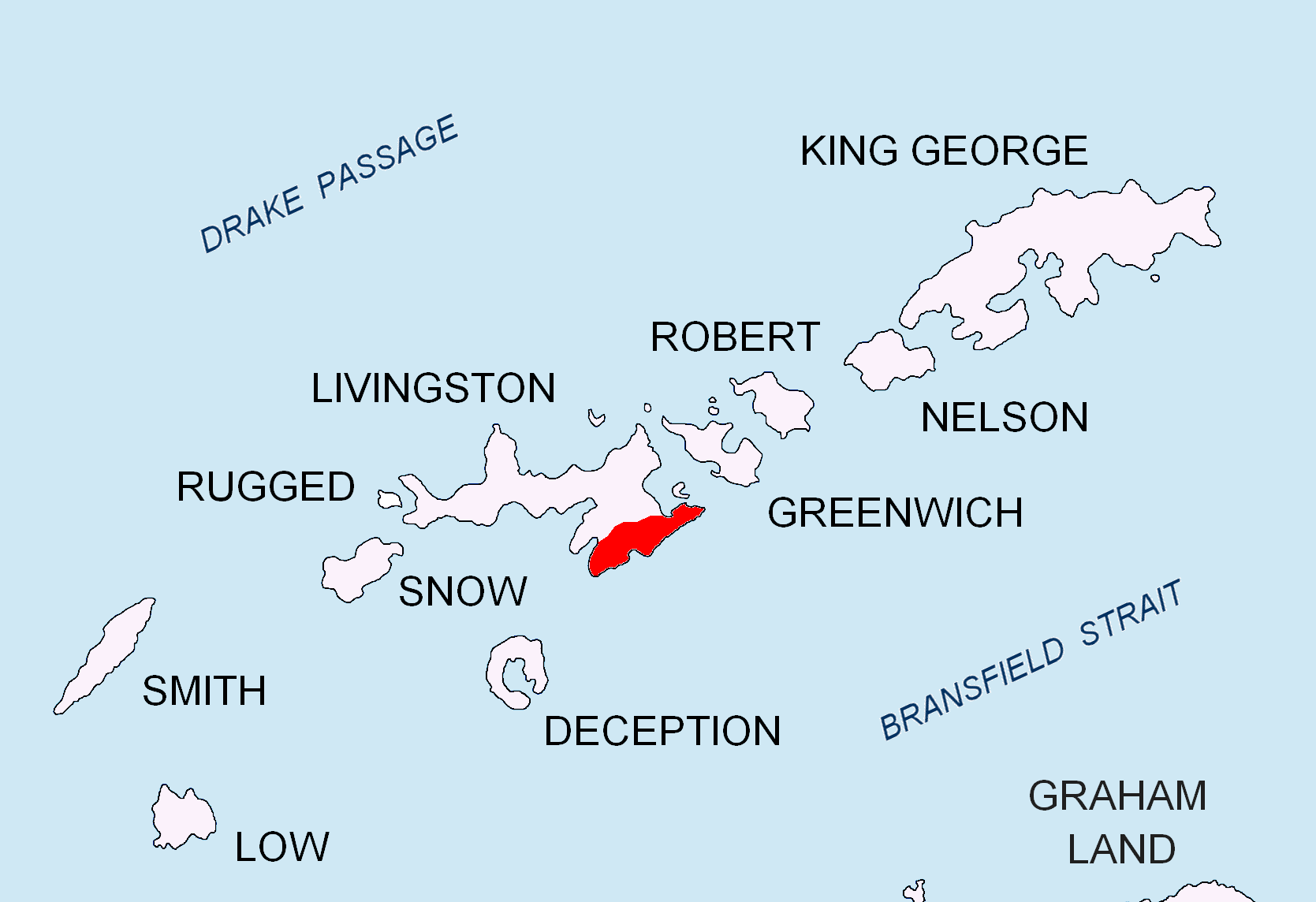
Розташування гір Тангра на острові Лівінгстон на Південних Шетландських островах.

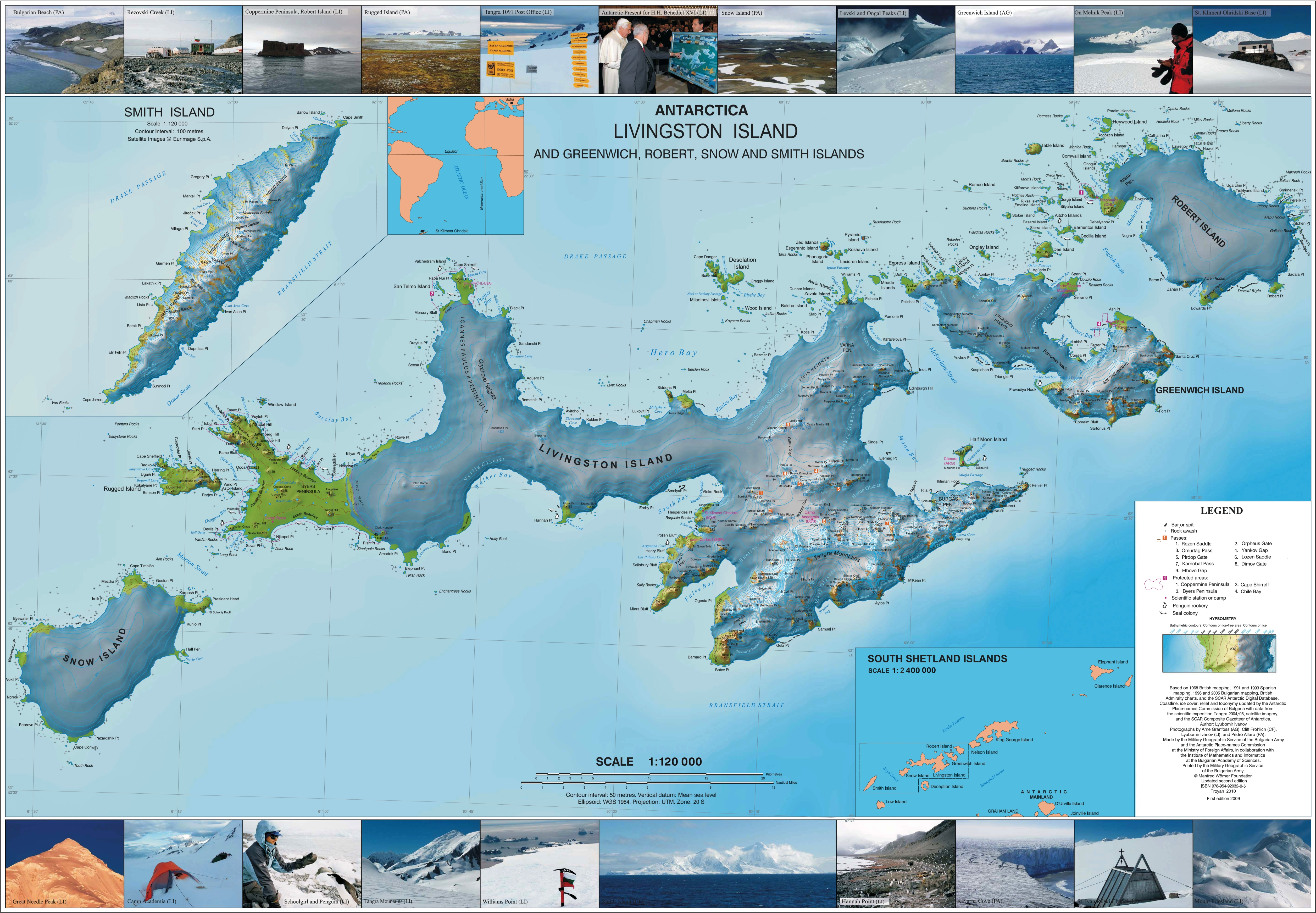
Топографічна карта островів Лівінгстон, Гринвіч, Роберт, Сноу та Сміт.

Пік Чепеларе (болг. връх Чепеларе, трансліт. vrah Chepelare, IPA: [ˈVrɤx t͡ʃɛpɛˈɫarɛ]) піднімається приблизно до 900 м у хребті Фрісландія, горах Тангра на острові Лівінгстон. Пік долає льодовик Благодійності на заході та льодовик Преспа на південному сході. Пік названий на честь болгарського міста Чепеларе.

## Розташування
Пік знаходиться за координатами 62°43′18.3″ пд. ш. 60°15′04″ зх. д. / 62.721750° пд. ш. 60.25111° зх. д. що за 700 м на південь-південний захід від піку Святого Мефодія, 1,07 км на південний схід від піку Тервель та за 850 м на північ від піку Шумен. Болгарське картографування у 2005 та 2009 роках.

## Мапи
- Л. Л. Іванов та ін. Антарктида: острів Лівінгстон та острів Гринвіч, Південні Шетландські острови . Масштаб 1: 100000 топографічної карти. Софія: Антарктична комісія з географічних назв Болгарії, 2005.
- Л. Л. Іванов. Антарктида: острови Лівінгстон та Гринвіч, Роберт, Сноу та Сміт [Архівовано 24 квітня 2008 у Wayback Machine.] . Масштаб 1: 120000 топографічної карти. Троян: Фонд Манфреда Вернера, 2009.ISBN 978-954-92032-6-4

## Зовнішні посилання
- Пік Чепеларе. [Архівовано 15 лютого 2020 у Wayback Machine.] Супутникове зображення Copernix